# دیونیزیه دوورنیچ
دیونیزیه دوورنیچ (کرواتی: Dionizije Dvornić؛ ۲۷ آوریل ۱۹۲۶ – ۳۰ اکتبر ۱۹۹۲) بازیکن فوتبال اهل کرواسی بود.
از باشگاه‌هایی که در آن بازی کرده‌است می‌توان به باشگاه فوتبال اوسیک، باشگاه فوتبال دینامو زاگرب، باشگاه فوتبال زاگرب، و باشگاه فوتبال لوزان-اسپورت اشاره کرد.
وی همچنین در تیم ملی فوتبال یوگسلاوی بازی کرده‌است.